# المجلة الأوروبية للتخدير
المجلة الأوروبية لعلم التخدير (بالإنجليزية: European Journal of Anaesthesiology)‏ هي مجلة طبية تمت مراجعتها من قبل الزملاء ويتم نشرها نيابة عن الجمعية الأوروبية للتخدير والعناية المركزة والتي تركز على الأبحاث المتعلقة بالتخدير. تم تأسيسها في 1984 ونشرتها من 2005 حتى 2008 من قبل مطبعة جامعة كامبريدج. يتم نشرها حاليًا بواسطة ولترز كلوير.